# Kasteel de Waepenaert

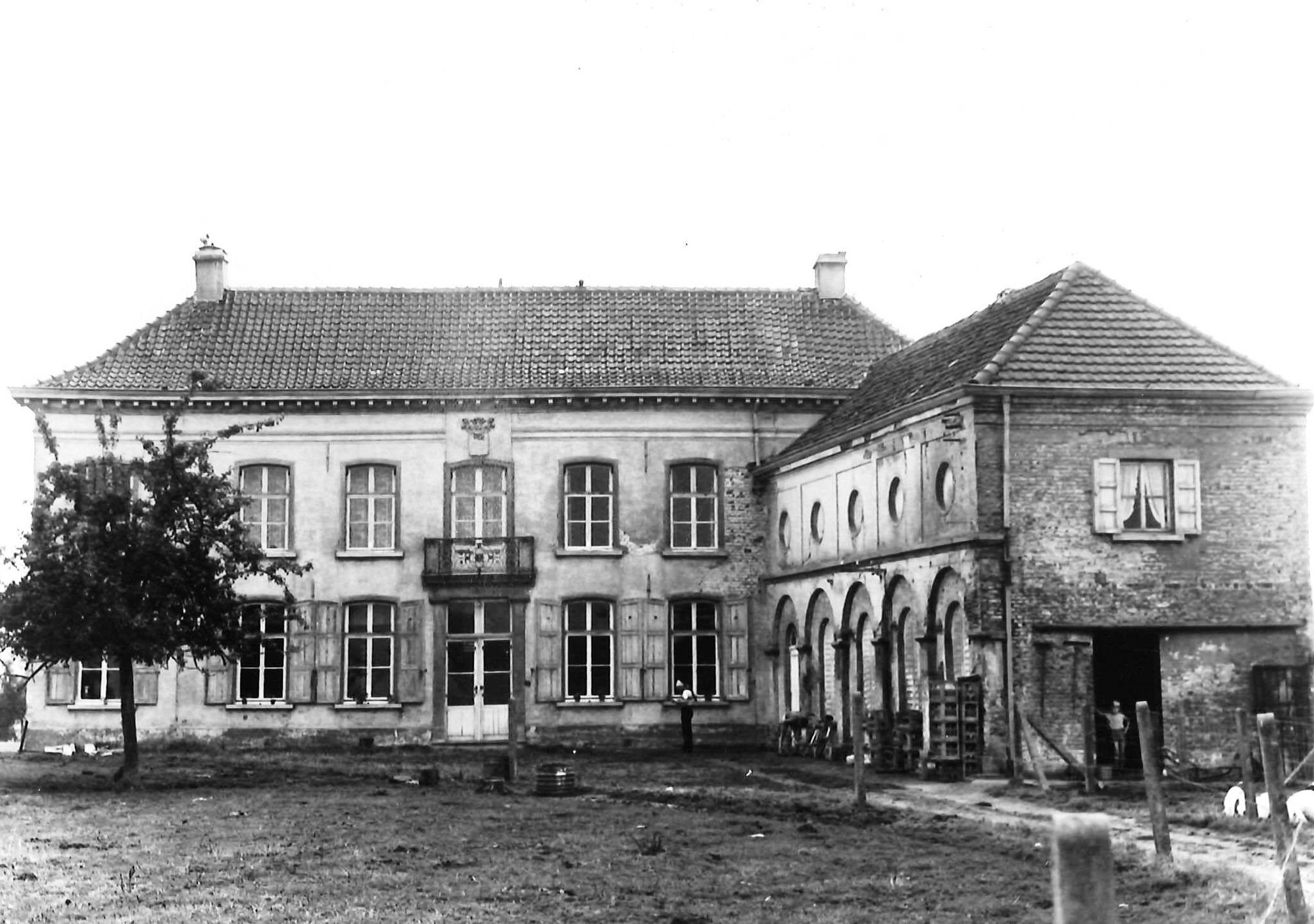
Kasteel de Waepenaert

Het Kasteel de Waepenaert is een voormalig kasteel in de tot de Oost-Vlaamse gemeente Herzele behorende plaats Woubrechtegem, gelegen aan Kasteelstraat 61.

## Geschiedenis
Anthon de Waepenaert de Termiddelerpen kocht in 1763 het Hof Ter Middelerpen en in het laatste kwart van de 18e eeuw liet hij op een deel van de bijbehorende gronden een kasteel bouwen met daarbij een mooi park. Anthon stierf in 1798 waarna het goed aan zijn zoon, Frans Alexander de Waepenaert de Termiddelerpen, kwam. Van 1808-1810 was hij burgemeester van Woubrechtegem. In 1810 stierf hij. In 1817 kwam het goed aan Anthon Louis Jozef Maria de Waepenaert de Termiddelerpen. In 1827 werd het verkocht aan diens neef, Edouard Jozef de Waepenaert. Ook deze werd burgemeester van Woubrechtegem. In 1853 werd het goed gekocht door zijn zus, Colette Françoise de Wapenaert, die getrouwd was met de wiskundige Gasparo Pagani. Pagani stierf in 1855 en in 1856 werd het goed aangekocht door de zonen van Ediuard Jozef, namelijk Valère en Ferdinand. In 1866 werd het goed gekocht door Constant de Kerchove. Zijn zoon, Raymond de Kerchove d'Exaerde, werd in 1885 gouverneur van Oost-Vlaanderen. Deze en zijn nageslacht resideerden elders en vanaf 1901 werd het goed verhuurd aan (adellijke) derden.
In 1937 werd het goed gekocht door Desiré Van der Biest die van 1926-1938 burgemeester van Woubrechtegem was. Deze en zijn nageslacht begonnen op het goed een landbouwbedrijf en zuivelhandel. Het park werd in 1938 ontmanteld. Desiré's zoon, Lucien Van der Biest zette het bedrijf sinds 1977 voort en liet het kasteel opknappen. Het omringende goed werd echter grotendeels verkaveld en bebouwd. Ook werd er een moderne betonnen stal gebouwd.

## Gebouw
Het betreft een groot herenhuis, uitgevoerd als dubbelhuis. Haaks hierop bevindt zich een lager dienstgebouw.